# Recchia distincta
Recchia distincta là một loài bọ cánh cứng trong họ Cerambycidae.